# Distretto di Zinda Jan
Il distretto di Zinda Jan è un distretto nella provincia di Herat, in Afghanistan. Confina con i distretti di Gulran e Kushk a nord, con i distretti di Injil e Guzara a est, con il distretto di Adraskan a sud e con i distretti di Ghoryan e Kuhsan a ovest. Nel 2005 la popolazione venne stimata in 48.600 abitanti. Il centro amministrativo è il villaggio di Zinda Jan, situato nella valle dell'Hari Rud.